# Атанас Галев
Атанас Галев е български революционер, деец на Вътрешната македоно-одринска революционна организация.

## Биография
Роден е в или около 1865 година в струмишкото село Моноспитово, тогава в Османската империя. Арестуван е от османските власти и е осъден на 101 година затвор. Присъединява се към ВМОРО и става председател на революционния комитет в Моноспитово, като проявява силна активност в революционното дело. При избухването на Балканската война в 1912 година постъпва като доброволец в Македоно-одринското опълчение, в четата на съселянина му Иван Попвелков. Част е от наказателната дружина в Монопитово.